# Phaetusa simplex
Phaetusa simplex este o specie de pasăre din familia Laridae. Este încadrat în genul monotipic Phaetusa. Se găsește în cea mai mare parte a Americii de Sud (la est de Anzi și la nord de Pampas). A apărut ca specie rătăcitoare în Aruba, Bermuda, Cuba, Panama și Statele Unite. Habitatele sale naturale sunt râurile și lacurile de apă dulce.

## Taxonomie
Sterna cu cioc mare a fost descrisă oficial în 1789 de naturalistul german Johann Friedrich Gmelin în ediția revizuită și extinsă a Systema Naturae a lui Carl Linnaeus. El a plasat-o alături de celelalte păsări în genul Sterna și a inventat numele binomial Sterna simplex. Gmelin s-a bazat pe descrierea din 1785 a ornitologului englez John Latham în cartea sa A General Synopsis of Birds dintr-un specimen adus din Cayenne, Guiana Franceză. În prezent este singura specie plasată în genul Phaetusa, care a fost introdus pentru această specie în 1832 de către naturalistul german Johann Georg Wagler. Numele genului provine din mitologia greacă. Phaetusa (sau Heliades) era sora lui Faeton și una dintre fiicele lui Phoebus (Helios) și Clymene. Epitetul specific simplex provine din latină și înseamnă „simplu”. Specia este monotipă: nu sunt recunoscute subspecii.

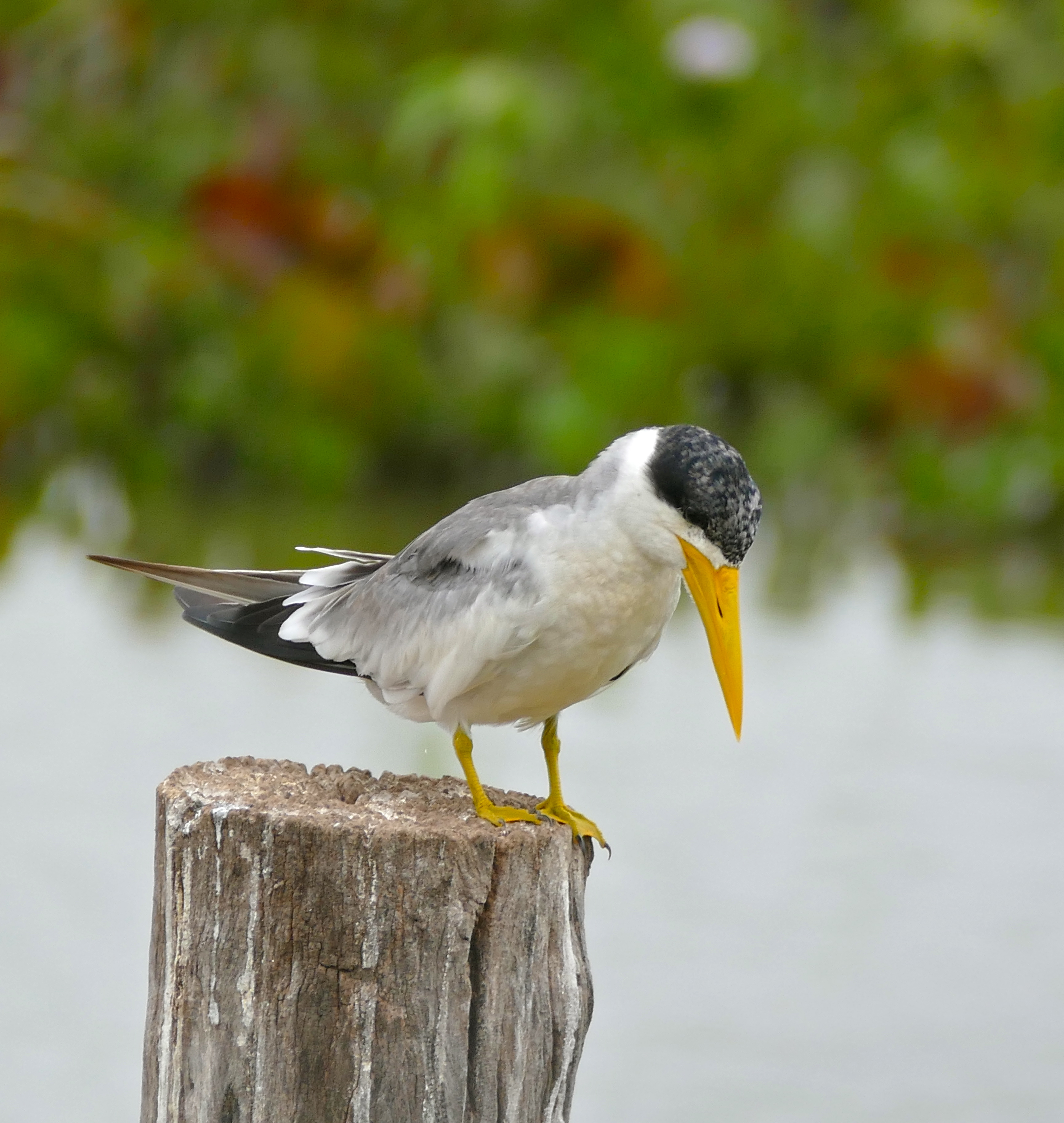
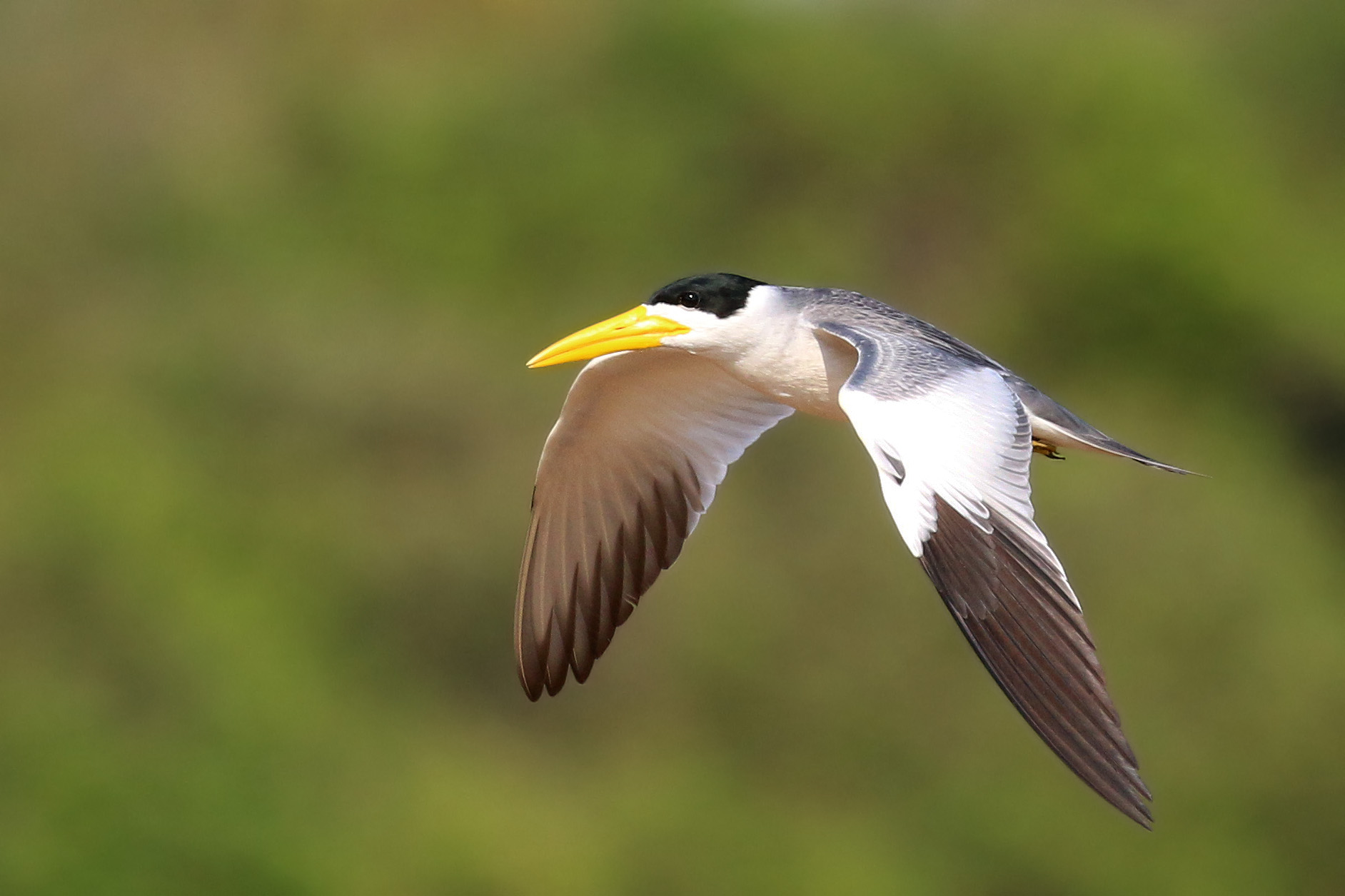
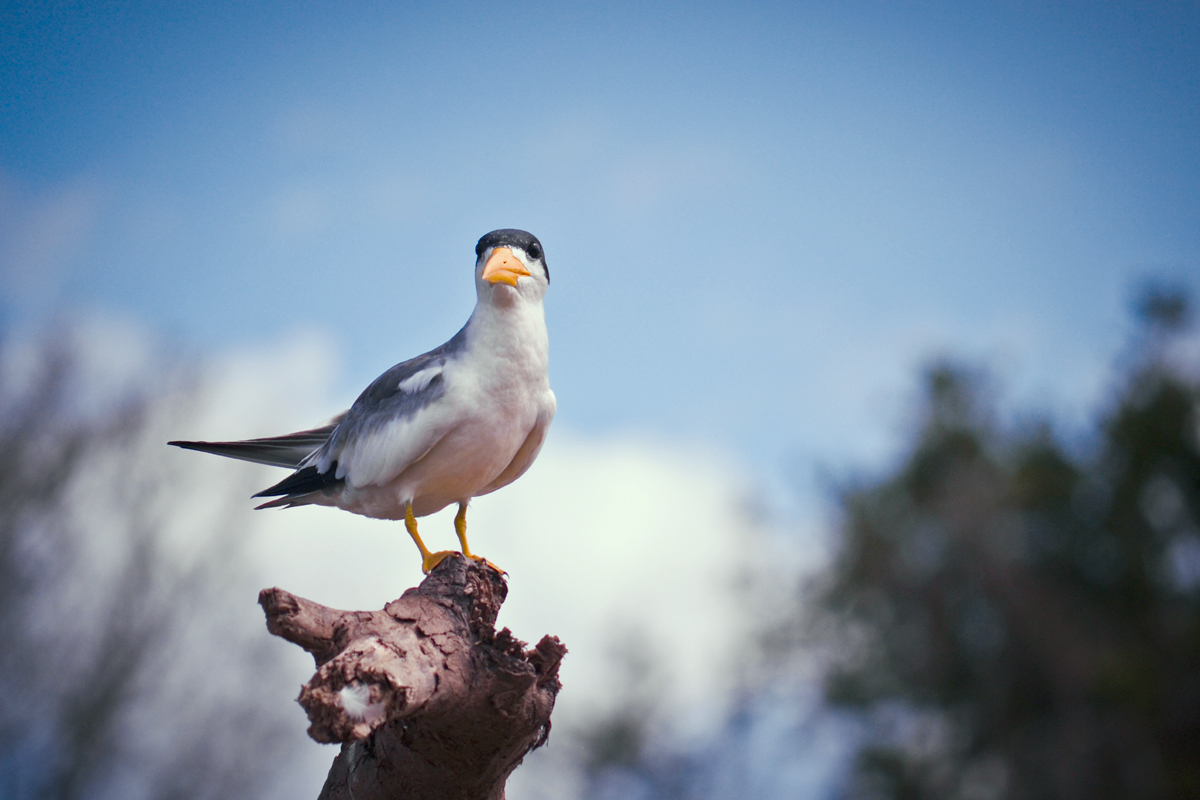